# Nirmatrelvir
Le nirmatrelvir est un antiviral développé par le laboratoire pharmaceutique américain Pfizer agissant comme inhibiteur de protéase 3C-like des coronavirus,,. Il entre dans la combinaison nirmatrelvir/ritonavir distribuée sous la marque Paxlovid.
La protéase 3C-like, souvent notée 3CLpro, intervient notamment dans les modifications post-traductionnelles d'une polyprotéine du SARS-CoV-2, virus responsable du COVID-19, produisant 16 protéines non structurales, qui jouent un rôle essentiel dans la réplication, la transcription et la recombinaison virales au cours de l'infection. L'inhibition des peptidases bloque la libération de ces protéines non structurales et limite l'infectivité du SARS-CoV-2. C'est ce qui fait de la 3CLpro, principale protéase de ces coronavirus, une cible majeure pour le développement d'antiviraux indiqués pour traiter les cas de COVID-19.

## Développement
Les sites de clivage des polyprotéines par les peptidases coronavirales se trouvent généralement à la suite de résidus de glutamine. Des travaux précédents sur des rhinovirus humains apparentés ont montré que la chaîne latérale flexible des résidus de glutamine peut être remplacée par une pyrrolidone rigide,. De tels médicaments ont été par la suite développés avant la pandémie de COVID-19 pour traiter d'autres maladies, dont le SRAS. La première application effective de ce type de molécules a été le GC376, promédicament du GC373, introduit en 2018 pour traiter la péritonite infectieuse féline provoquée par le coronavirus félin, maladie dont le taux de létalité chez le chat atteint 100 %.
Le GC373 et le nirmatrelvir sont deux peptidomimétiques agissant comme inhibiteurs compétitifs avec une pyrrolidone en position P1 et, respectivement, un groupe aldéhyde et un groupe nitrile pour se lier au résidu de cystéine du site catalytique,. Le nirmatrelvir a été développé en modifiant le lufotrelvir,, molécule précédemment testée comme promédicament phosphaté portant un groupe hydroxycétone de liaison à la protéase destiné à inhiber cette dernière. Le lufotrelvir était administré par injection intraveineuse, ce qui limitait son utilisation au secteur hospitalier. Des modifications successives du tripeptide peptidomimétique ont abouti au nirmatrelvir, qui peut être administré par voie orale. Parmi les principaux changements, on relève une réduction du nombre de donneurs de liaisons hydrogène et du nombre de liaisons rotatives en introduisant un acide aminé non protéinogène bicyclique rigide, qui simule le résidu de leucine des inhibiteurs précédents. Ce résidu avait déjà été utilisé dans la synthèse du bocéprévir. La tert-leucine, abrégée Tle, utilisée en position P3 du nirmatrelvir, avait initialement été identifiée comme acide aminé non standard optimal dans un médicament candidat ciblant la protéase 3C-like du SARS-CoV-2 en utilisant la chimie combinatoire,. 

## Utilisation
L'administration par voie orale sous forme de gélules ou de comprimés permet de traiter les personnes infectées par le SARS-CoV-2 en phase précoce, lorsque la charge virale est particulièrement élevée mais qu'il y a peu de symptômes et que l'hospitalisation n'est pas ou pas encore nécessaire.
Dans les études cliniques, le nirmatrelvir a été administré avec une faible dose de ritonavir, inhibiteur de protéase du VIH, qui a déjà été approuvé pour traitement antirétroviral. La co-administration aide à ralentir la dégradation du nirmatrelvir afin d'accroître sa biodisponibilité dans l'organisme et pour qu'il puisse rester actif plus longtemps à des niveaux plus élevés pour être efficace contre le virus. Le ritonavir est un inhibiteur du système du cytochrome P450 dans le foie. 